# Teatre Romea (Barcelona)
|  | «Teatre Romea» redirigeix aquí. Vegeu-ne altres significats a «Teatre Romea (desambiguació)». |

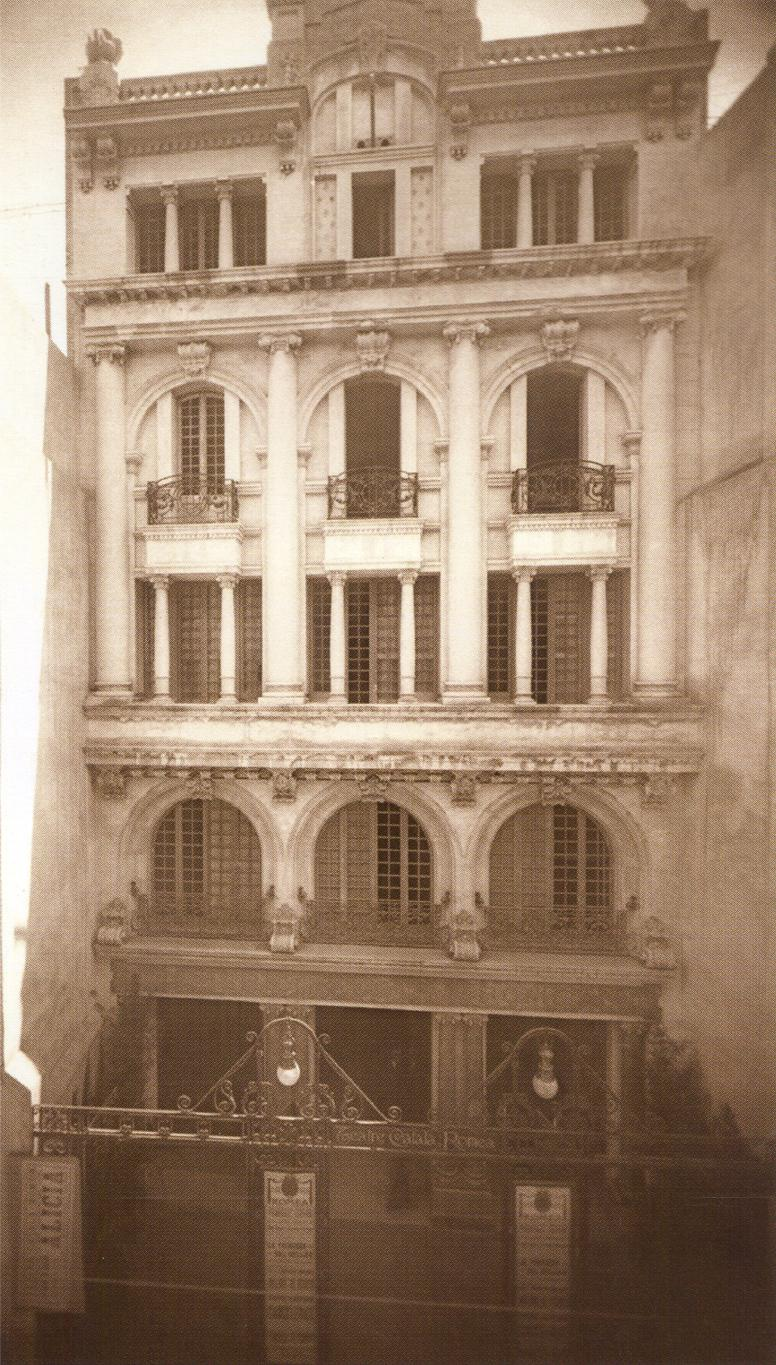
La façana del teatre cap al 1914

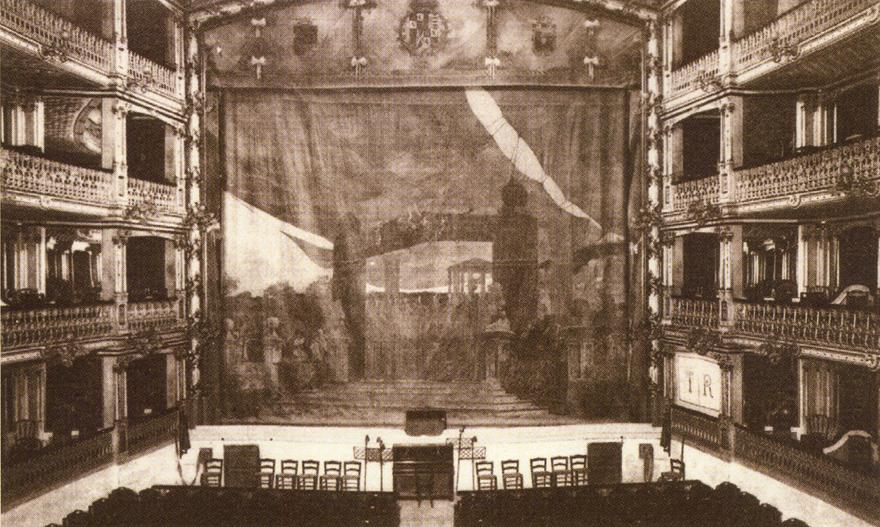
L'interior del teatre cap al 1914

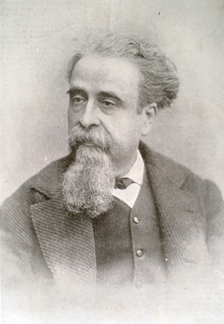
Frederic Soler "Pitarra" va ser empresari del Romea i hi va estrenar un gran nombre d'obres

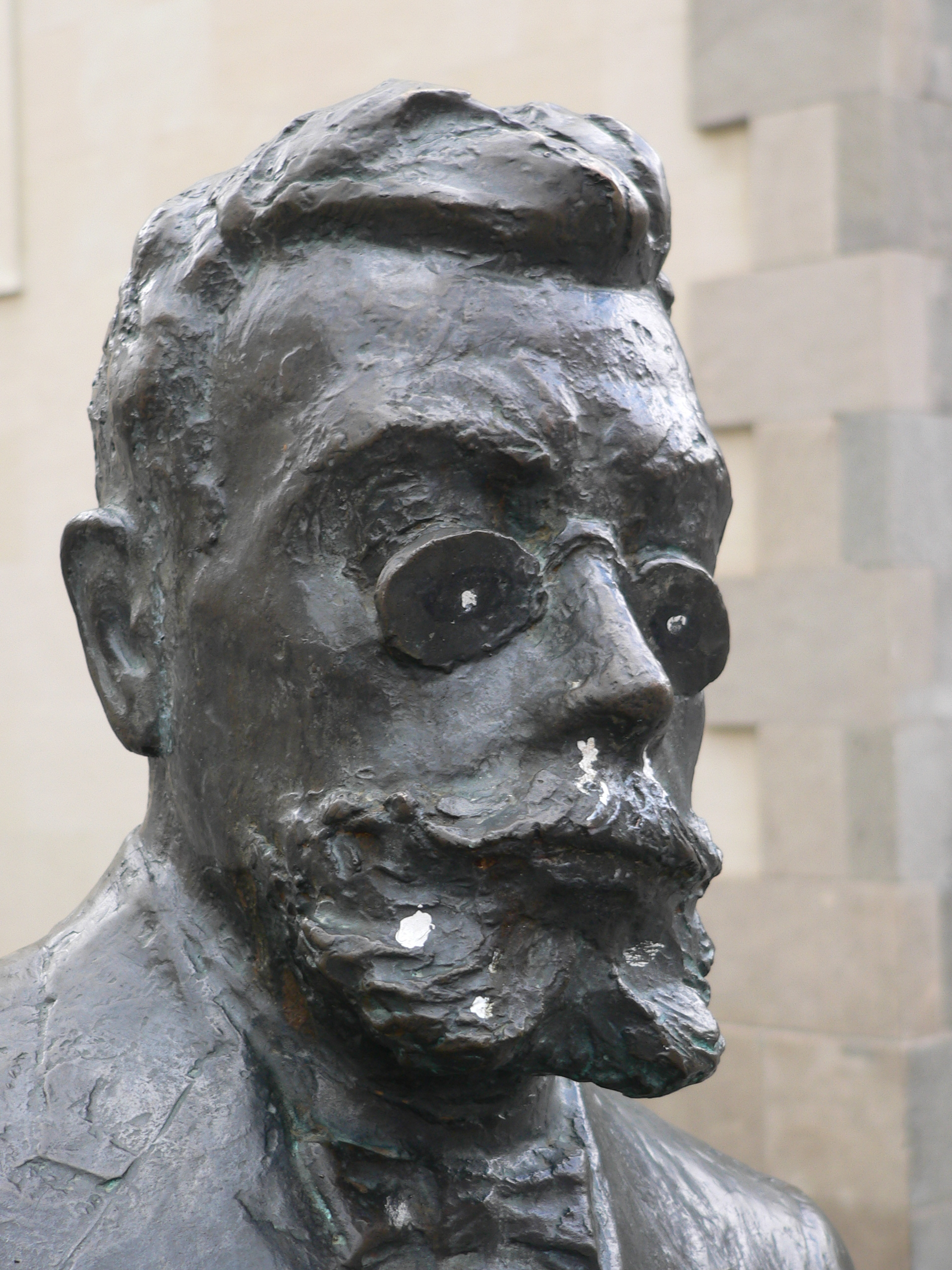
Àngel Guimerà va estrenar moltes de les seves grans obres al Teatre Romea

El Teatre Romea és una sala d'espectacles dedicada principalment a funcions teatrals, situada al carrer de l'Hospital, 51 del Raval de Barcelona i catalogada com a bé cultural d'interès local. El 2015 va rebre la Creu de Sant Jordi «pel paper rellevant que aquest equipament, creat el 1863, ha tingut en la cultura i la societat de Barcelona i de Catalunya.».

## Descripció
La façana amb referències classicistes està dividida en tres cossos horitzontals i tres eixos verticals. L'inferior, marcat per l'actual marquesina té tres arcades flanquejades per columnes tangents al parament i gairebé exemptes. Al cos intermedi se situen dos nivells d'obertures unificats per tres arcs de mig punt separats per grans pilastres i amb decoracions a la clau d'arc com si fos una mènsula en forma d'«S». El primer nivell d'obertures està marcat per petites columnes que suporten els balcons de ferro del nivell superior. L'acabament del cos central està format per una gran llinda assentada directament sobre els capitells de les columnes que unifica horitzontalment la façana i separa l'últim cos de la façana. Aquest, de menys alçada que els altres, segueix la mateixa estructura tripartida, però remarca la part central amb un capcer.
La sala té una capacitat d'uns 650 espectadors, dividits en planta baixa amb les butaques de platea i llotges laterals, i dos pisos més amb butaques a tot el voltant. El vestíbul distribueix els espectadors i es troba l'escala d'accés als pisos. Consta també d'un bar cafeteria amb accés directe des del vestíbul.

## Història
Va ser inaugurat el 18 de novembre del 1863 amb el nom de Teatre Romea en homenatge al popular actor del segle xix Julián Romea Yanguas, que havia actuat triomfalment a la ciutat. Ha patit successives reformes, una d'elles el 1913 d'autor desconegut; posteriorment una remodelació parcial el 1943, i el 1964 del vestíbul i la planta baixa. El 1992 va ser novament remodelat sota la direcció de l'arquitecte Joan Rodon.
El 1864 hi va debutar Isaac Albéniz, de quatre anys, amb un concert de piano. El 1867 va canviar el nom pel de Teatre Català Romea o Teatre Català, ja que la majoria de la programació eren obres teatrals en català. L'escriptor Frederic Soler (Serafí Pitarra) en va ser coempresari i director artístic de 1870 a 1895. La majoria de les seves obres van estrenar-se en aquest teatre. El 1876, el rei Alfons XII va assistir-hi, sense avís previ, a una representació de Lo ferrer de tall. Va ser un dels primers teatres a oferir sessions de cinema: el 21 de desembre de 1897 va exhibir projeccions de l'"Heliocinografo" de Bousset. El cinema, però, va fer-s'hi només de manera esporàdica: el 13 de gener de 1927 s'hi projectà El místic, sobre l'obra de Rusiñol, i el 6 d'abril del mateix any, Entre la vida y la muerte. El 1941 també va exhibir dues pel·lícules, que han estat les últimes a fer-s'hi.
A la dècada del 1920 el teatre va ser gestionat i remodelat per l'empresari Josep Canals. Durant aquesta etapa, va esdevenir un dels més destacats en la història del teatre català: s'hi han estrenat bona part de les obres de Guimerà, Ignasi Iglésias, Santiago Rusiñol o Josep Maria de Sagarra, a més d'haver-s'hi representat els grans títols del teatre català. Hi actuaren habitualment Lleó Fontova, Teodor Bonaplata, Enric Giménez, Margarida Xirgu, Enric Borràs, Maria Vila, Pius Daví, Joan Capri i molts altres.
El 2 de juny de 1936, l'empresari Francisco de Álvarez-Cuevas i Güell va signar el lloguer del teatre per cinc anys. La nova etapa es va estrenar amb l'obra Aquella Nit de Lajos Zilahy, amb la companyia d'Eugenia Zúffolli. Tot i els anys de guerra, Francisco de Álvarez-Cuevas va intentar, dins de les seves possibilitats, mantenir obert el teatre. Durant el mes de febrer del 1939 va dirigir l'obra Amores y Amorios, de Serafín i Joaquín Álvarez Quintero, amb la companyia d'Enric Guitart, que feia de protagonista amb l'actriu Esperanza del Barrero.
Entre el 1945 i el 1954 el teatre va estar regit pels germans Joan i Claudi Fernàndez i Castanyer, que el 1946 reprengueren les representacions en català. Els anys següents el Romea fou l'únic teatre de Barcelona de programació habitualment catalana. La crisi general del teatre a Catalunya, a començament dels seixanta, l'afectà i estigué a punt de tancar. El local fou adquirit per Josep Canals, Agustí Pedro i Pons, Francesc Recasens, Rossend Riera i Domènec Valls i Taberner, que el restituïren a l'escena catalana (1963).
A les dècades de 1960 i 1970 presentà un teatre líric en català, sarsueles, cicles de teatre estranger (sovint en l'idioma original, com en els Cicles de Teatre Llatí, iniciats el 1958), i actuacions extraordinàries, com les del Piccolo Teatro di Milano (1967), el Living Theatre de Nova York (1967), etc. Destacaren també per la seva qualitat les temporades a càrrec de la companyia Adrià Gual, dirigida per Ricard Salvat (1966-1968), amb obres d'Espriu, Brecht, Rusiñol, etc. També ha estat escenari de grups amateurs i experimentals (cicles Dilluns del Romea).

### Gestió del teatre i direcció artística actuals
El 21 de gener de 1981 va esdevenir Centre Dramàtic de la Generalitat de Catalunya, fins al 1997, en què va ser substituït en aquesta funció pel Teatre Nacional de Catalunya.
Quan el 1999 el Grup Focus va assumir la gestió del Romea, Calixto Bieito es va fer càrrec de la direcció, i el teatre es va convertir en un referent artístic internacional fins al 2010. El 2011 el seguiren en la direcció artística Julio Manrique i, a partir del gener de 2014, Borja Sitjà, que havia estat fins aleshores a càrrec de la Sala Villarroel. Des de 2017 ho fou Carles Canut, fins a la seva mort, al setembre de 2019. A partir de 2019 ha assumit el càrrec de la direcció Josep Maria Pou.

## Estrenes
En negreta, les més rellevants o significatives a la història del teatre:
- 1865 L'ajuda de Déu, "comedia bilingüe" de Francesc de Sales Vidal.
- 1866 L'ase d'en Mora (30 gener) i Cada un per on l'enfila (16 abril), d'Eduard Vidal i de Valenciano; La muller que fa per casa, comèdia de Pere Antoni Ventalló i Vintró (21 de febrer); O rei o res! de Frederic Soler (22 de febrer); La pubilla del Vallès de Josep Maria Arnau i Pascual (19 de setembre); La creu de plata, drama de Francesc Pelagi Briz; La campana de la Unió, drama històric de Damas Calvet (9 abril).
- 1867 La rosa blanca de Frederic Soler; Un embolic de cordes(8 d'abril), Un pollastre eixelat(17 de setembre), Els banys de Caldetes (13 de novembre) de Josep Maria Arnau i Pascual.
- 1868 Palots i ganxos (9 de gener), La urbanitat (abril), Les francesilles (8 d'octubre) i L'últim rei de Magnòlia (1 de desembre) de Frederic Soler; La mitja taronja (3 març) de Josep Maria Arnau i Pascual.
- 1869 Les papallones (9 de març), Si us plau per força (26 d'abril), La bala de vidre (7 d'octubre), Els càntirs de Vilafranca (12 de novembre), Lo Pla de la Boqueria o Lo rovell de l'ou de Frederic Soler i Josep Feliu i Codina, amb música Joan Sariols i Porta (20 d'abril); Les pubilles i els hereus de Josep Maria Arnau i Pascual (12 de gener).
- 1870 Lo collaret de perles (17 de març), Els egoïstes (15 de desembre) de Frederic Soler
- 1871 La casaca i la casulla, o sia Un ciri trencat (23 de gener), Els polítics de gambeto (23 de febrer), L'apotecari d'Olot(28 de setembre), Cafè i copa (17 d'octubre), Lo rector de Vallfogona (14 de novembre) de Frederic Soler
- 1872 Per carta de mes (20 de febrer), L'àngel de la guarda (16 d'abril), La dida (28 d'octubre) de Frederic Soler
- 1873 La creu de la masia de Frederic Soler (13 d'abril)
- 1874 Sembrad y cogeréis de Dolors Monserdà de Macià (5 de gener); Lo ferrer de tall de Frederic Soler (16 d'abril)
- 1875 El cercado ajeno (9 de novembre) i Lo Jardí del General(18 de novembre) de Frederic Soler
- 1876 Lo didot (3 de gener), Teresa de Dolors Monserdà de Macià (24 de febrer), Lo plor de la madrastra (4 d'abril), Els segadors (19 d'octubre) i Cura de moro (7 de desembre) de Frederic Soler;
- 1877 Senyora i majora (22 de febrer), L'Hostal de la Farigola (maig), Lo Ret de la Sila (13 de desembre) de Frederic Soler
- 1878 Lo contramestre (8 de gener), de Frederic Soler, La falç de Frederic Soler i Francesc Pelagi Briz (21 de novembre); El rabadà i El mestre de minyons de Josep Feliu i Codina
- 1879 Cofis i mofis de Josep Feliu i Codina
- 1880 Lo dir de la gent de Frederic Soler (9 de novembre)
- 1882 La banda de bastardia (25 d'abril), Lo timbal del Bruch (7 de novembre) de Frederic Soler
- 1883 Lo llibre d'honor de Frederic Soler i Manuel Mata i Maneja (2 d'octubre)
- 1884 Lo primer amor (13 de març), Un bon partit,o, Lo trinc del or (21 d'octubre) de Frederic Soler
- 1885 Sota terrade Frederic Soler (29 de gener), La ratlla dreta de Frederic Soler i Josep Martí Folguera (15 d'octubre); Tants caps, tants barrets d'Eduard Vidal i de Valenciano
- 1886 Lo pubill (15 d'abril), Lo rústic "Bertoldo" (2 de maig), Lo lliri d'aigua (21 de maig) iL'hereuet (7 d'octubre) de Frederic Soler
- 1887 La vivor de l'estornell (8 de març), Batalla de reines (25 d'abril), La bruixa (11 d'octubre), 100.000 duros i La pena de mort (29 de novembre) de Frederic Soler
- 1888 Mar i cel d'Àngel Guimerà (7 de febrer); Lo sublime y lo vulgar de José Echegaray (2 d'agost); Un marido a línia corta, sarsuela amb música de Ricardo Giménez
- 1889 Judas de Keriot (15 d'abril), Lo monjo negre (28 de novembre) de Frederic Soler
- 1890 Rei i monjo d'Àngel Guimerà (4 de febrer), Lo teatro per dins de Frederic Soler (18 de desembre)
- 1891 La mort d'en Fontova de Frederic Soler (29 de gener)
- 1892 Barba-roja de Frederic Soler (21 d'abril); Qui... compra maduixes! d'Emili Vilanova; El bon caçador, monòleg de Santiago Rusiñol
- 1893 Or (14 d'abril), Les claus de Girona (18 de desembre) de Frederic Soler; L'ase que es trencà el coll d'Emili Vilanova
- 1894 La viuda d'Emili Vilanova
- 1896 La festa del blat d'Àngel Guimerà (24 d'abril); Colometa la gitana d'Emili Vilanova
- 1898 Els invencibles i Els conscients d'Ignasi Iglésias; Mossèn Janot d'Àngel Guimerà
- 1899 La resclosa d'Ignasi Iglésias; La farsa d'Àngel Guimerà
- 1900 La filla del mar d'Àngel Guimerà (6 d'abril)
- 1901 La Rosons, text d'Apel·les Mestres i música d'Enric Morera (22 de gener); Picarol d'Apel·les Mestres, amb música d'Enric Granados (23 de febrer); Llibertat! de Santiago Rusiñol; El tío de Alcalá, sarsuela d'Antonio Montesinos, amb llibret de Carlos Arniches.
- 1902 Els Jocs Florals de Canprosa (29 de març) i El malalt crònic de Santiago Rusiñol; El cor del poble d'Ignasi Iglésias; La pecadora i Aigua que corre d'Àngel Guimerà
- 1903 L'hèroe (17 de març), El pati blau (12 de maig) i El místic (12 de maig), El prestidigitador (monòleg) i Feminista (monòleg) de Santiago Rusiñol; Els vells d'Ignasi Iglésias
- 1904 Misteri de dolor d'Adrià Gual; Joventut d'Ignasi Iglésias; Camí del sol d'Àngel Guimerà; El bomber(monòleg) i Els punxa-sàrries de Santiago Rusiñol; L'endemà de bodes de Josep Pous i Pagès (14 d'octubre)
- 1905 Les garses d'Ignasi Iglésias (25 de novembre); El noi mimat de Joan Puig i Ferreter (7 de febrer); La fi de Tomàs Reynald d'Adrià Gual; Sol, solet d'Àngel Guimerà; L'escudellòmetro(monòleg) i El bon policia de Santiago Rusiñol; La nit d'amor, drama líric de Santiago Rusiñol amb música d'Enric Morera; La cançó de sempre i La lletja de Santiago Rusiñol; Un cop d'estat, comèdia de Josep Pous i Pagès
- 1906 Girassol d'Ignasi Iglésias; L'honor: entre cel i terra d'Apel·les Mestres; Gaziel d'Apel·les Mestres, amb música d'Enric Granados (27 d'octubre); Els pobres menestrals d'Adrià Gual; En "Barba-Azul"(monòleg) i La bona gent de Santiago Rusiñol; En Pep Botella, monòleg, i Eloi, drama, d'Àngel Guimerà; Arrels mortes de Joan Puig i Ferreter (2 d'octubre)
- 1907 La mare de Santiago Rusiñol; Els savis de Vilatrista de Santiago Rusiñol i Gregorio Martínez Sierra; La barca nova d'Ignasi Iglésias (1 de maig)
- 1908 Aigües encantades, drama de Joan Puig i Ferreter (22 de març); La presentalla d'Apel·les Mestres; L'hereu escampa i La llei d'herència de Santiago Rusiñol; L'alegria del sol d'Ignasi Iglésias (22 d'abril)
- 1909 La pobre Berta d'Adrià Gual; Isolats (20 de març) i L'enrenou del poble (8 de maig) de Palmira Ventós i Cullell amb el pseudònim Felip Palma; Un bon home (monòleg) i La intel·lectual de Santiago Rusiñol
- 1910 Donzell qui cerca muller d'Adrià Gual; Cors de dona de Santiago Rusiñol i Gregorio Martínez Sierra; Dol d'"alivio" de Santiago Rusiñol
- 1911 Ceguera d'Apel·les Mestres, Els ídols de Carme Karr (10 de maig), Jordi Flama d'Adrià Gual; El titella pròdig, comèdia de putxinel·lis de Santiago Rusiñol; La noia maca d'Ignasi Iglésias; La força del passat de Palmira Ventós i Cullell amb el pseudònim Felip Palma.
- 1912 L'estiuet de Sant Martí d'Apel·les Mestres
- 1913 Periandre, tragèdia d'Ambrosi Carrion
- 1917 La baronesa, o, Nau sense timó, comèdia de Josep Pin i Soler (29 de setembre)
- 1918 Rondalla d'esparvers de Josep Maria de Sagarra (10 de gener); La casa de l'art de Santiago Rusiñol; Blaiet, vailet i El més petit de tots, comèdies de Josep Maria Folch i Torres; Al cor de la nit, drama d'Àngel Guimerà; Rei i senyor, de Josep Pous i Pagès (22 de novembre)
- 1919 Dijous Sant de Josep Maria de Sagarra (6 d'octubre); El gran enlluernament de Joan Puig i Ferreter (14 de maig); La senyora Marieta, drama d'Ignasi Iglésias (30 de novembre)
- 1920 Els solters de Carles Soldevila i Pompeu Crehuet
- 1921 L'estudiant i la pubilla (21 de maig), El jardinet de l'amor (7 d'octubre) de Josep Maria de Sagarra; La vida se'n va de Josep Maria Millàs-Raurell (16 de juny); Civilitzats tanmateix de Carles Soldevila (18 de desembre);Tardania de Josep Pous i Pagès
- 1922 El matrimoni secret de Josep Maria de Sagarra (24 d'octubre); Graziel·la de Santiago Rusiñol i Josep Burgas
- 1923 Cançó d'una nit d'estiu(20 de maig)i Les veus de la terra(10 d'octubre) de Josep Maria de Sagarra; Vacances reials de Carles Soldevila (10 de novembre)
- 1924 A l'aigua! d'Apel·les Mestres; Fidelitat de Josep Maria de Sagarra (14 de novembre); Tenoríades de Santiago Rusiñol; Els fills de Josep Maria Millàs-Raurell
- 1925 La gropadad'Apel·les Mestres; La follia del desig de Josep Maria de Sagarra (15 de desembre); Déu hi fa més que nosaltres de Carles Soldevila; Un casament de conveniència de Santiago Rusiñol
- 1927 La barca vella i Niu d'aligues d'Apel·les Mestres; Una vegada era un rei d'Apel·les Mestres,música de Cassià Casademont; L'assassinat de la senyora Abril de Josep Maria de Sagarra (14 de desembre)
- 1928 El jardí abandonat de Santiago Rusiñol (publicada el 1900); Els faritzeus d'Apel·les Mestres; La Dolorosa, poema dramàtic de Ventura Gassol (11 de maig)
- 1929 Els tres tambors, rondalla en 3 actes amb música de Rafael Martínez Valls, llibret de Jordi Canigó (31 de gener); Les dues filles de Santiago Rusiñol; Pirateria d'Ambrosi Carrion
- 1930 La sorpresa d'Eva de Josep Maria Millàs-Raurell (8 de gener); Mollock, l'inventor d'Ambrosi Carrion
- 1931 L'hostal de la Glòria de Josep Maria de Sagarra (7 d'octubre); Xandí, "tragèdia gitana" de Josep Maria Millàs-Raurell
- 1932 L'alegria de Cervera (26 de març), i Desitjada (7 d'octubre) de Josep Maria de Sagarra; Pare de família, comèdia de Carles Soldevila
- 1933 El Cafè de la Marina (14 de febrer) i L'Estrella dels miracles (3 d'octubre) de Josep Maria de Sagarra; Judas Iscariot, de Nicolau M. Rubió i Tudurí
- 1934 La plaça de Sant Joan de Josep Maria de Sagarra (9 de novembre)
- 1936 Amunt i crits i Les dones sàvies de Rosa Maria Arquimbau (18 de desembre), per la Companyia Vila-Daví[11]
- 1942 ¡Haz el favor de morirte! farsa d'Alfonso Paso y Antonio d'Armenteras; El faraón decimonono, "historieta en tres actos" de K-Hito
- 1946 El prestigi dels morts de Josep Maria de Sagarra (17 d'octubre)
- 1947 La fortuna de Sílvia de Josep Maria de Sagarra (5 d'abril); Fuga i variacions de Carles Soldevila
- 1949 L'hereu i la forastera de Josep Maria de Sagarra (17 de novembre)
- 1950 Els comediants (18 d'abril) i Les vinyes del Priorat (9 de novembre) de Josep Maria de Sagarra[12]
- 1952 L'alcova vermella (15 de febrer) i L'amor viu a dispesa (26 de novembre) de Josep Maria de Sagarra
- 1953 Albert i Francina, comèdia de Ferran Soldevila
- 1954 La ferida lluminosa de Josep Maria de Sagarra (18 de novembre)
- 1956 Vendaval de Josep Castillo i Escalona
- 1955 La canción del Pirineo, sarsuela de J. López González de la Rivera, text de Gabino Micón
- 1958 Homes i No de Manuel de Pedrolo; És perillós fer-se esperar de Josep Maria Espinàs; En Tirant lo Blanc a Grècia, òpera amb música de Joan Altisent i llibret de Joan Sales
- 1959 Tu i l'hipòcrita de Maria Aurèlia Capmany; Soparem a casa de Josep Maria de Sagarra (29 de desembre); Primera representació de Joan Oliver (21 de desembre)
- 1960 L'hostal de l'amor de Ferran Soldevila
- 1963 La gent de Sinera de Salvador Espriu; Don Joan de Ferran Soldevila
- 1964 Una vella, coneguda olor de Josep Maria Benet i Jornet; Quatre dones i el sol de Jordi-Pere Cerdà
- 1967 El rellotger i Collar de cranis de Joan Brossa
- 1968 Concert irregular de Joan Brossa amb música de Carles Santos
- 1970 La nau de Josep Maria Benet i Jornet
- 1975 Àlias Serrallonga dels Joglars
- 1979 Quan la ràdio parlava de Franco de Josep Maria Benet i Jornet
- 1980 Un lloc entre els morts de Maria Aurèlia Capmany
- 1981 Revolta de bruixes de Josep Maria Benet i Jornet (publicada el 1976); Nit de Sant Joan, comèdia musical del grup Dagoll Dagom (4 de març)
- 1985 La pregunta perduda, o, El corral del lleó, drama de Joan Brossa (1952), el 17 de maig
- 1987 Gran sessió de màgia en dues parts de Joan Brossa
- 1990 Tàlem de Sergi Belbel
- 1991 Desig de Josep Maria Benet i Jornet
- 1993 Museu Miró de Joan Brossa
- 1994 Fugaç de Josep Maria Benet i Jornet
- 1998 Platja negra de Jordi Coca; Paraules encadenades de Jordi Galceran

## Fons
El seu fons, entre 1948 i 1990, es conserva al Centre de Documentació i Museu de les Arts Escèniques i consta de més de 500 espectacles i més un centenar de retrats d'actors. En total més de 1000 fotografies. Es disposa d'un inventari.